# Jong Song-ok
Jong Song-ok ( coreano:정성옥; Haeju, 18 de agosto de 1974) é uma ex-fundista e política norte-coreana.
Uma das primeiras corredoras norte-coreanas a participar de competições globais de atletismo, vice-campeã nos Jogos Mundiais Militares de 1995 onde ficou com a medalha de prata, participou da maratona de Atlanta 1996, ficando em 20º lugar. Três anos depois, conquistou a medalha de ouro da prova no Campeonato Mundial de Atletismo de 1999 em Sevilha, Espanha, a primeira e única atleta norte-coreana campeã mundial de atletismo. Pelo feito, foi tornada "Heroína da República" pelo presidente Kim Jong-il.
Em 2000, ela entrou para a carreira política tornando-se delegada da Assembleia Popular Suprema, o parlamento unicameral da República Popular Democrática da Coreia. Com grande prestígio e popularidade até hoje, Song-ok foi a última pessoa a transportar a tocha olímpica de Pequim 2008 durante o revezamento da tocha feito nas ruas de Pyongyang, a capital do país.